# Ali Veliyev
Ali Veliyev (en azéri: Əli Qara oğlu Vəliyev; né le 27 février 1901 à Agdu, district de Zanguezur et mort le 2 février 1983 à Bakou) est un  membre de l'Union des écrivains d'Azerbaïdjan (1937), écrivain du peuple de la RSS d'Azerbaïdjan (1974), lauréat du prix d'État M.F. Akhundov.

## Biographie
Ali Veliyev est d'origine kurde. En 1917, il est diplômé de l'école russe de son village. En 1923, il entre à l'école de Choucha. Il poursuit ses études à l'école centrale de Bakou. 
De 1925 à 1928, il occupe divers postes dans la région du Kurdistan. Il fréquente des cours pédagogiques d'été à Choucha et obtient la licence d’enseignement secondaire. En 1928, il entre au département d'histoire et d'enseignement public de la faculté pédagogique de l'État azerbaïdjanais de Darulfu (Université).En 1933-1934, il travaille comme rédacteur en chef du journal porte Est. En 1935-1937, il occupe des postes au sein du Parti communiste, dans plusieurs régions d'Azerbaïdjan.
En 1937-1941, il travaille dans l'Union des écrivains soviétiques d'Azerbaïdjan.
De 1942 à 1945, il travaille comme rédacteur en chef adjoint du journal Communiste. De 1945 à 1950, il est rédacteur en chef du journal communiste.
De 1950 à 1954, il est secrétaire exécutif de l'Union des écrivains d'Azerbaïdjan. De 1954 à 1959, il travaille comme rédacteur en chef du magazine Azerbaijan.

## Œuvre
Les livres Histoires de guerre, Gâté, Cadeau, sont consacrés aux années de guerre. 
En 1950- 1970 il crée: 
- Les amis de cœur,
- Œuvres choisis en 6 volumes,
- La voie à Touradjli,
- Les aigles de Zanguezur,
- Les étoiles du temps,
- Talent,
- Le samovar fume et d’autres.

En 1958, la nouvelle de l'auteur Gulchan et le roman Fleuri ont reçu le prix d'État du nom de M.F.Akhundov, en 1952 le prix d'État de l'URSS.